# زرحلال (جماعت)
زَرحَلال (نام پیشین: کمونیزم) جماعت و شهرکی در شمال‌غربی تاجیکستان است که در ناحیهٔ استروشن ولایت سغد قرار دارد. نام پیشین این منطقه کمونیزم بوده‌است. جمعیت این جماعت ۲۲٬۱۹۰ نفر می‌باشد.